# Dominio fitogeográfico subantártico

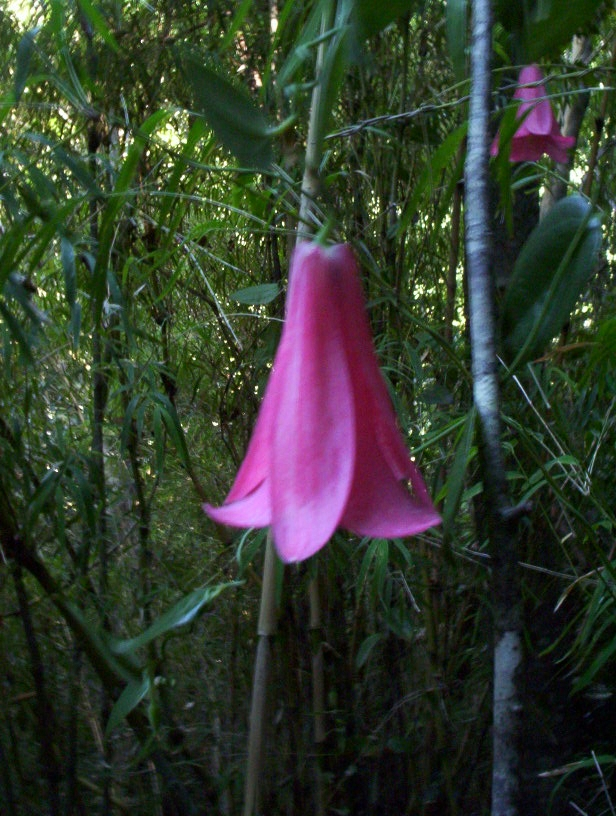
El copihue (Lapageria rosea), enredadera característica de este Dominio.

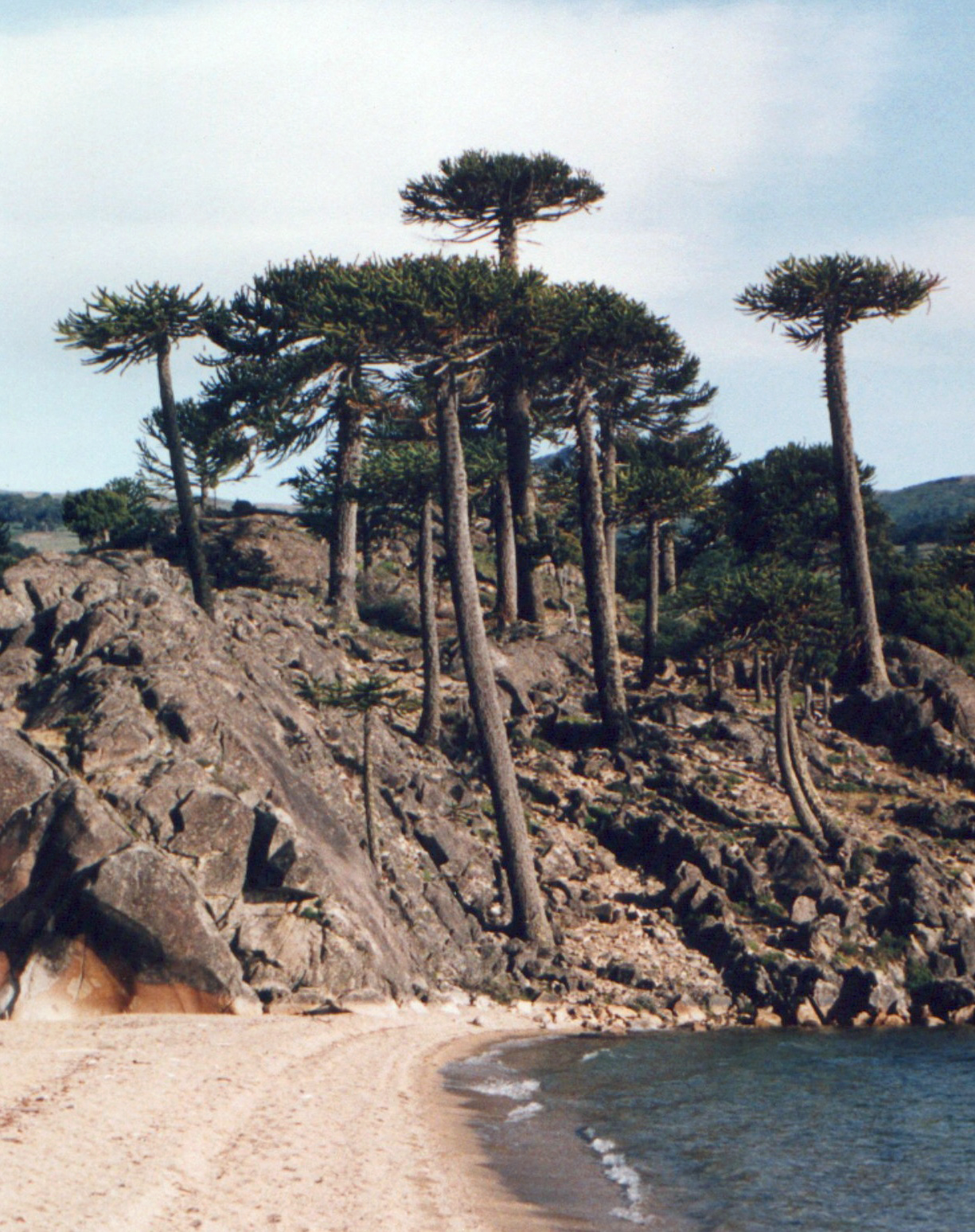
El pehuén, es el árbol emblemático de este Dominio.

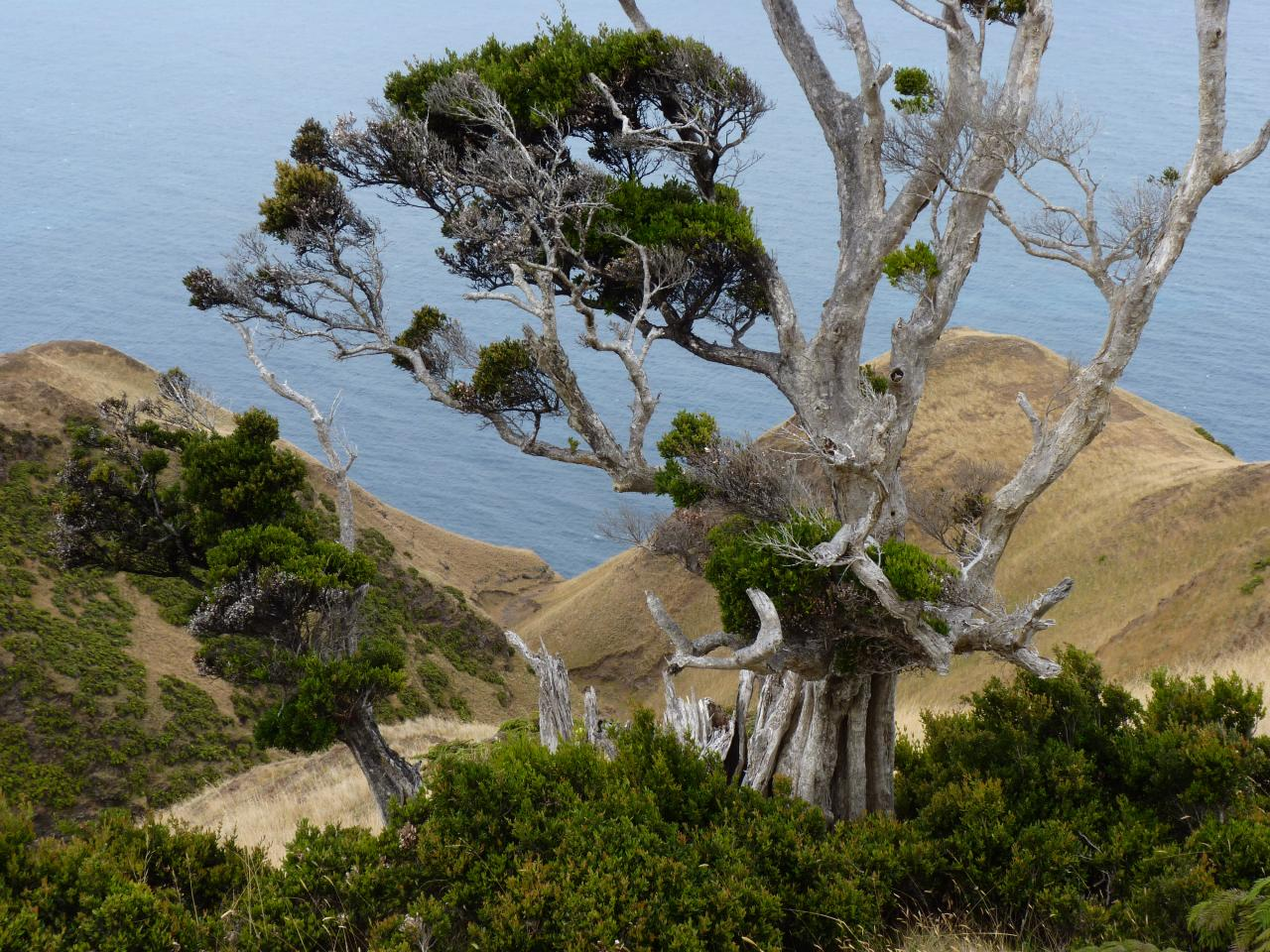
Myrceugenia shulzei en la isla Alejandro Selkirk, Provincia fitogeográfica de Juan Fernández.

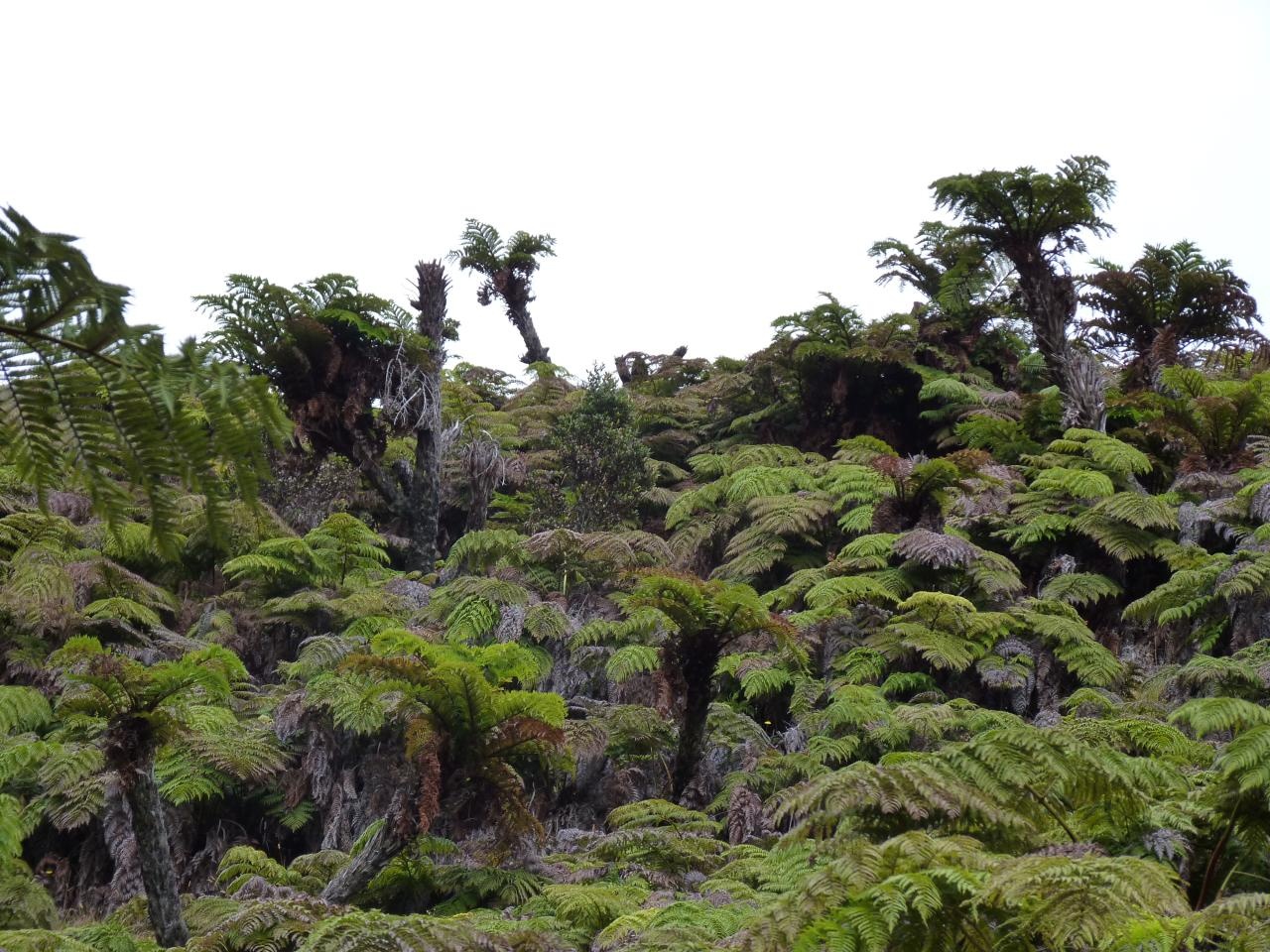
Dicksonia externa en la isla Alejandro Selkirk, Provincia fitogeográfica de Juan Fernández.

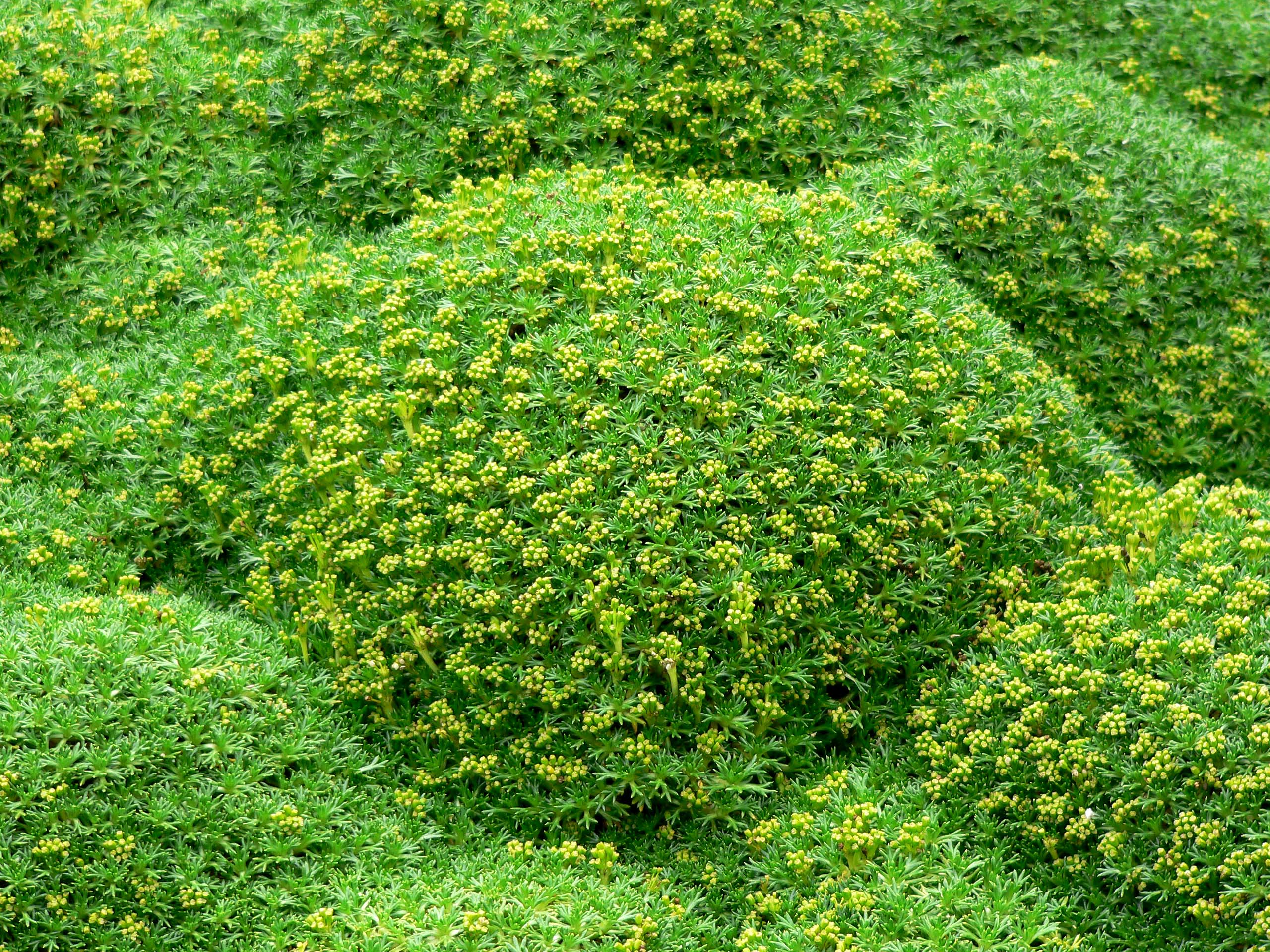
Bolax gummifera es una planta característica de las islas Malvinas, Provincia fitogeográfica Insular Subantártica.

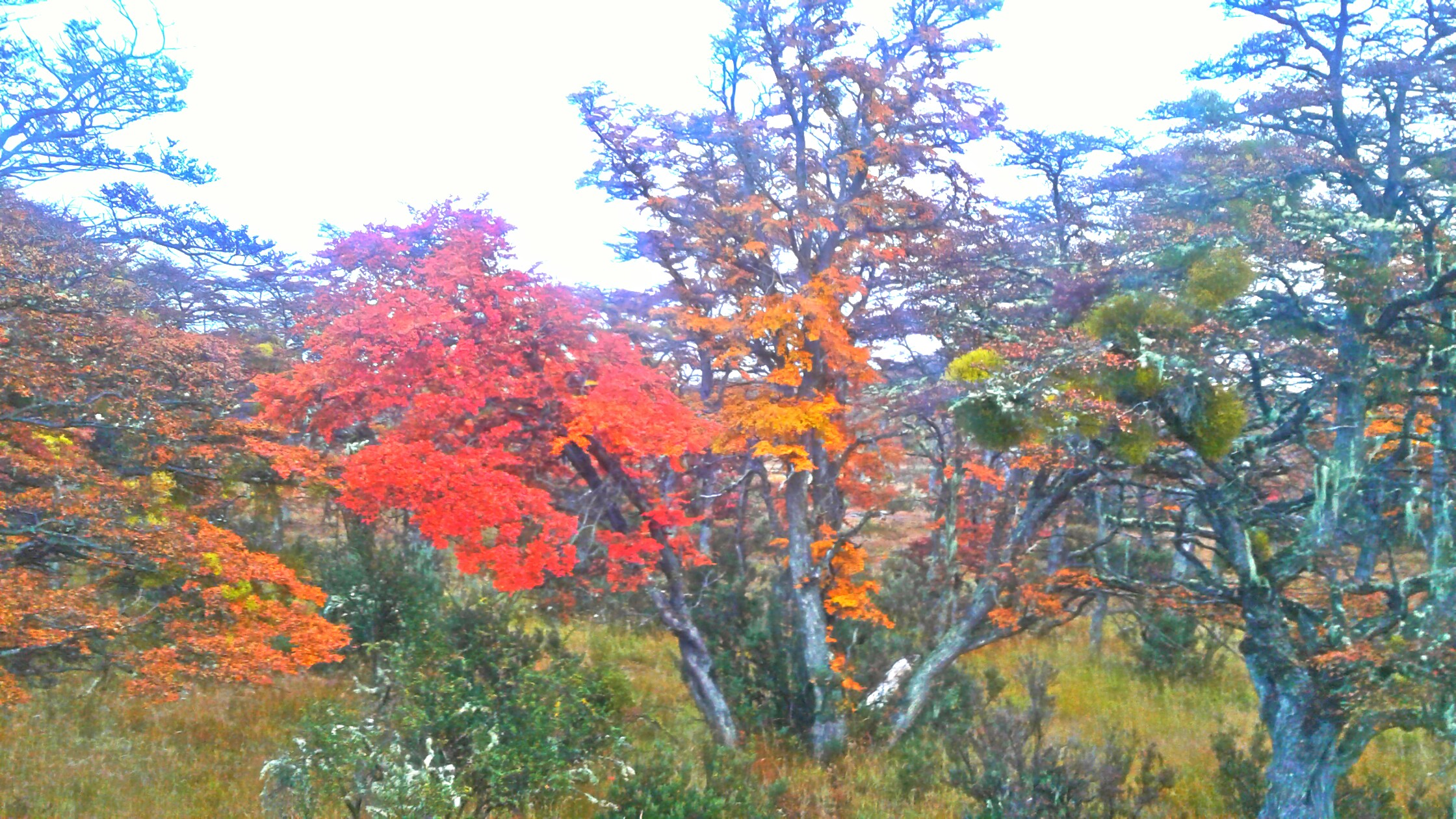
Árboles y arbustos en la Región de Magallanes y de la Antártica Chilena.

El Dominio fitogeográfico subantártico es uno de los Dominios fitogeográficos en que se divide el Reino o Región fitogeográfica antártica. Comprende el sudoeste del Cono Sur de América del Sur y archipiélagos aledaños. Incluye formaciones de bosques húmedos, en su mayor parte.

## Sinonimia
Región Argentina-Chile-Patagonia. 

## Distribución
Según la clasificación de Ángel Lulio Cabrera, este Dominio fitogeográfico comprende el sudoeste del Cono Sur de América del Sur, partiendo del paralelo 35° S desde el centro de Chile, en dos estrechas franjas, tanto sobre la Cordillera de la Costa como sobre los primeros contrafuertes de la Cordillera de los Andes, extendiéndose hacia el extremo austral continental. A la latitud del paralelo 38° S ya cubre no sólo todo el ancho del territorio chileno, sino que rebasa la frontera con la Argentina para continuar también hacia el sur por la vertiente andina oriental mediante una muy estrecha franja boscosa. De este modo alcanza por ambos lados de los Andes las islas australes subantárticas. También se incluye en este Dominio fitogeográfico a la flora del archipiélago Juan Fernández, en el océano Pacífico.
Las altitudes van desde el nivel del mar hasta los 2500 m s. n. m.
En la Argentina cubre sectores cordilleranos en las provincias de: Neuquén, Río Negro, Chubut, Santa Cruz, y Tierra del Fuego Antártida e Islas del Atlántico Sur, en esta última también en sectores insulares.
En Chile, sumando los relictos septentrionales, cubre sectores de las siguientes Regiones, de norte a sur: Región de Coquimbo, Región de Valparaíso, Región Metropolitana de Santiago, Región del Libertador General Bernardo O'Higgins, Región del Maule, Región del Biobío, Región de la Araucanía, Región de Los Ríos, Región de Los Lagos, Región Aysén del General Carlos Ibáñez del Campo, y la Región de Magallanes y de la Antártica Chilena.

## Afinidades florísticas
Este Dominio fitogeográfico guarda estrecha relación con el Dominio fitogeográfico antártico, y con el lejano Dominio fitogeográfico neozelandés, así como en menor medida, con la Región fitogeográfica Neotropical. En el pasado geológico este Dominio se extendido mucho más hacia el norte y este, conectándose con la flora del sur del Brasil, y de las selvas de las Yungas del Noroeste Argentino de la Argentina, Bolivia, y Perú; de aquí proviene el género Chusquea y varios géneros de Mirtáceas, ente otros.

Los géneros que son compartidos por ambas formaciones forestales corresponden a elementos australes, neotropicales, pantropicales, y holárticos. Se han postulado dos hipótesis para explicar las disyunciones: la primera es que habrían tenido una amplia distribución primitiva, y que las condiciones geo-climáticas produjeron la disyunción; la segunda hipótesis es que ocurrieron eventos de dispersión de larga distancia posteriores a la formación del actual hiato árido de aproximadamente 2000 km entre ambas formaciones arbóreas húmedas.
También se expandió hacia el sur, ocupando sus bosques sectores de la península Antártica. Aún quedan relictos boscosos en la cordillera de Aconcagua y en la boca del río Limarí, en el bosque de Fray Jorge.

## Características
Las Familias endémicas de este Dominio fitogeográfico son: Gomortegaceae, Halophytaceae, Malesherbiaceae, Tribelaceae, Francoaceae, Aextoxicaceae, y Misodendraceae. 
También posee muchos géneros endémicos: Leptocionium, Saxegothaea, Austrocedrus, Pilgerodendron, Fitzroya, Peumus, Boquila, Lardizabala, Philippiella, Austrocactus, Holmbergia, Berberidopsis, Niederleinia, Lebetanthus, Ovidia, Quillaja, Kageneckia, Saxifragella, Zuccagnia, Tepualia, Magallana, Gymnophyton, Laretia, Mulinum, Talguenea, Schizanthus, Melosperma, Monttea, Hygea, Mitraria, Sarmienta, Chiliotrichum, Melalema, Nassauvia, Tetroncium, Gilliesia, Leontochir, Leucocryne, Schickendantziella, Solaria, Lapageria, Conanthera, Tecophilaea, Tapeinia, Fascicularia, Ortachne, Jubaea, etc.; e innumerable cantidad de especies.

## Suelos
Los suelos se presentan muy variados, aunque suelen contener una importante proporción de rocas y una buena cantidad de materia orgánica, siendo su reacción ligeramente ácida en su mayor frecuencia.

## Relieve
El relieve suele ser accidentado, con valles labrados por antiguos glaciares, abruptas montañas, altas sierras, etc. 

## Clima
Hay múltiples tipos de climas en tan extensa región, dominando los mediterráneos húmedos oceánicos, siendo templados en su sector norte, y muy fríos en las islas australes. El clima característico del archipiélago de Juan Fernández es el Marítimo cálido.

## Provincias fitogeográficas
A este Dominio fitogeográfico es posible subdividirlo en tres Provincias fitogeográficas.
- Provincia fitogeográfica Subantártica
- Provincia fitogeográfica Insular Subantártica
- Provincia fitogeográfica de Juan Fernández